# Coustaussa
Coustaussa é uma comuna francesa na região administrativa de Occitânia, no departamento de Aude. Estende-se por uma área de 4,47 km². Em 2010 a comuna tinha 54 habitantes (densidade: 12,1 hab./km²).